# Bootes-II-Zwerggalaxie
Bootes II (kurz auch Boo II) ist eine spheroidale Zwerggalaxie (dSph) im Sternbild des Bärenfängers.
Sie wurde im Jahr 2007 in Aufnahmen der Durchmusterung des Sloan Digital Sky Survey entdeckt.
Die Galaxie befindet sich in einer Entfernung von etwa 42 kpc von unserem Sonnensystem und bewegt sich mit 120 km/s auf die Sonne zu.
Als spheroidale Zwerggalaxie besitzt sie eine annähernd runde Form mit einem Halblichtradius von lediglich 51 pc (andere Quellen nennen sogar bloß 36 pc).

## Eigenschaften

### Leuchtkraft
Bootes II ist eine der kleinsten und lichtschwächsten Satellitengalaxien unser Milchstraße (nur Segue 2 und Willman 1 sind lichtschwächer).
Die integrale Leuchtkraft ist mit MV = -2,7m etwa nur 1000-mal so stark wie diejenige der Sonne, die Leuchtkraft liegt damit unter derjenigen der Mehrheit der Kugelsternhaufen.
Die Masse der Zwerggalaxie ist jedoch deutlich signifikanter aufgrund des hohen Masse-Leuchtkraft-Verhältnisses von mehr als 100, was auf eine hohe Dichte an Dunkler Materie schließen lässt.

### Metallizität
Die Sternpopulation von Bootes II besteht hauptsächlich aus älteren Sternen, die vor 10 bis 12 Milliarden Jahren entstanden sind. Die Metallizität dieser alten Sterne ist mit [Fe/H] = −1,8 gering. Sie besitzen 80-mal weniger schwere Elemente als unsere Sonne.
Zurzeit ist in Bootes II keine Sternentstehung festzustellen. Auch konnte bis jetzt kein neutrales Wasserstoffgas in der Zwerggalaxie gemessen werden (Obergrenze hierfür sind lediglich 86 M☉).

## Zugehörigkeit
Bootes II ist nur 1,5° (entspricht 1,6 kpc) entfernt von Bootes I. Es ist jedoch unwahrscheinlich, dass die beiden Galaxien physisch gekoppelt sind, da sie sich in Bezug zur Milchstraße in entgegengesetzte Richtungen bewegen und dies mit der doch hohen Relativgeschwindigkeit von 200 km/s.
Es erscheint jedoch eher wahrscheinlich, dass Bootes II Teil des Sagittarius-Stroms ist und damit eher eine Satellitengalaxie oder sogar nur ein vor 4–7 Milliarden Jahren entzogener Kugelsternhaufen der Sagittarius-Zwerggalaxie ist.

## Weiteres
- Zwerggalaxie
- Lokale Gruppe